# Tipula (Eumicrotipula) infinita
Tipula (Eumicrotipula) infinita is een tweevleugelige uit de familie langpootmuggen (Tipulidae). De soort komt voor in het Neotropisch gebied.